# Carolyn Jean Spellmann Shoemaker
Carolyn Jean Spellmann Shoemaker (Gallup, Novi Meksiko, 24. lipnja 1929.), američka astronomkinja. Zaslužna za otkriće mnoštvo kometa, zbog čega je stekla nadimak gđa Komet. Mnogo ih je otkrila skupa sa suprugom. Premda nije bila školovana za astronomiju, nego za povijest, političke znanosti i englesku književnost, kao amaterka napravila je više nego mnogi profesionalni astronomi. Astronomijom se bavi otkako ju je suprug Eugene Merle Shoemaker nagovorio na to. Caltech se nije protivio da se ona pridruži ekipi supruga Eugenea na Kalifornijskom institutu za tehnologiju kao istraživačka pomoćnica. Pokazala se vrlo strpljivom i iznimne stereoskopske vizije. Držala je rekord po najvećem broju kometa koje je otkrila jedna osoba. Za svoj znanstveni rad dobila je brojna priznanja.